# Guadalmez
Guadalmez é um município da Espanha na província de Ciudad Real, comunidade autónoma de Castilla-La Mancha, de área 71,99 km² com população de 930 habitantes (2006) e densidade populacional de 13,52 hab/km².

## Demografia
| Variação demográfica do município entre 1991 e 2004 | Variação demográfica do município entre 1991 e 2004 | Variação demográfica do município entre 1991 e 2004 | Variação demográfica do município entre 1991 e 2004 |
| --------------------------------------------------- | --------------------------------------------------- | --------------------------------------------------- | --------------------------------------------------- |
| 1991                                                | 1996                                                | 2001                                                | 2004                                                |
| 1116                                                | 1093                                                | 1049                                                | 971                                                 |